# مصلحة الطيران المدني (ليبيا)
مصلحة الطيران المدني   Libyan Civil Aviation Authority - LYCAA هو المسمى للهيئة المسئولة عن الطيران المدني في ليبيا وهي تتبع وزارة المواصلات والنقل  وهي عضو بـالمنظمة الدولية للطيران المدني التابعة لمنظمة الأمم المتحدة كما إنها عضو بالهيئة العربية للطيران المدني  .

## وصلات خارجية
- الموقع الرسمي للمصلحة
  - وزارة المواصلات والنقل
- الهيئة العربية للطيران المدني
- سلطة الطيران المدني الليبية (Archive)